# Chrysobothris schistomorion
Chrysobothris schistomorion är en skalbaggsart som beskrevs av Frederic Westcott och Davidson 2001. Chrysobothris schistomorion ingår i släktet Chrysobothris och familjen praktbaggar. Inga underarter finns listade i Catalogue of Life.